# Barcarolle
Pour les articles homonymes, voir Barcarolle (homonymie).
La barcarolle ou barcarole est un genre musical vocal ou instrumental de mesure ternaire (à ,  ou ) avec un accompagnement rythmiquement intègre, évoquant le mouvement lent d'une barque.
Par extension, on donne le nom de « barcarole » au rythme « noire-croche » dans les mesures ternaires.

## Origine
À l'origine, la barcarolle était le chant des gondoliers vénitiens,. Une première barcarolle figure en 1699 dans le ballet de Campra Le Carnaval de Venise. En 1710, sans doute pour répondre au succès de la première, Campra en introduisit une nouvelle dans ses Fêtes vénitiennes. Au XVIIIe siècle, les barcarolles de gondoliers sont chantées à Trianon. Oubliées sous la Révolution, elles reviennent à la mode sous la Restauration et jusqu'à la fin du siècle. 

## Quelques œuvres
- Auf dem Wasser zu singen, lied de Franz Schubert, construit sur un thème de barcarolle (1823).
- Barcarolles des Romances sans paroles pour piano de Felix Mendelssohn (1830/1868) (op. 19 no 6, op. 30 no 6 et op. 62 no 5)
- Barcarolle pour piano, op.60 de Frédéric Chopin (1845/1846)[4].
- Barcarolle opus 65 n°6 de Charles-Valentin Alkan (1869?).
- Barcarolle pour violon, violoncelle, harmonium et piano op.108 de Camille Saint-Saëns.
- Le Vieux Château, deuxième tableau des Tableaux d'une exposition de Modeste Moussorgski, construit sur un rythme de barcarolle (1874).
- Barcarolle de juin, extraite des Saisons de Piotr Ilitch Tchaïkovski (1875/1876).
- Barcarolle en fa majeur  pour violon, violoncelle, harmonium et piano de Camille Saint-Saëns (1897)
- Treize Barcarolles de Gabriel Fauré (1880/1921).
- Barcarolle « Belle nuit, ô nuit d'amour » des Contes d'Hoffmann de Jacques Offenbach (1881, la plus célèbre) ;
- Barcarolles de Sergueï Rachmaninov opus 5 n°1 (de la Suite pour deux pianos), opus 10 n°3 (des Morceaux de salon), opus 11 n°1 (des Six morceaux pour piano à 4 mains) (1878/1894)
- L'hymne verviétois est une Barcarolle (paroles en wallon de Corneil Gomzé)[5],[6].